# Rune Evensson
Rune Allvar Evensson, född 23 december 1935 i Tossene församling i Göteborgs och Bohus län, död där 24 april 2017, var en svensk socialdemokratisk politiker, som mellan 1982 och 1998 var riksdagsledamot för Socialdemokraterna, invald i Älvsborgs läns norra valkrets.